# Палац Зотта у Вікні
Палац де Зотте — пам'ятка архітектури місцевого значення в Україні В с. Вікно, Чернівецької області.

### Історія
Палац побудовано у 1809 році капітаном-бароном де Зотте.
Палац оточує заснований у 1860 році парк — пам'ятка садово-паркового мистецтва, в якому ростуть 28 видів рідкісних дерев.
За радянських часів у палаці розміщувався будинок культури, працював кінотеатр, бібліотека, музична школа, різні гуртки. А в 1991 році він опинився в аварійному стані: дах тріснув, центр унікальної ротонди завалився. Лише у 2006 році український уряд виділив району субвенцію на відновлення пам'ятки.

### Про палац
На своє 200 річчя палац був перекрашений в рожевий колір, але на думку цінителів архітектури палац втрачає свій середньовічний вигляд.